# 맘마미안
맘마미안은 MBC 에브리원의 요리 전문 예능 프로그램으로, 매주 화요일 밤 8시 30분에 편성된다. 또한 프로그램의 소재는 맛있는 녀석들, 최고의 요리 비결, 백종원의 골목식당, 백파더 등과 거의 비슷하다.

## 소개
어릴 적부터 수도 없이 먹었던 엄마의 밥 한입만 먹어도 알아챌 수 있다?!! 집밥의 원조 ‘엄마’와 엄마의 음식을 그대로 재현해 내는 ‘셰프 군단’이 동시에 요리! 과연 스타는 엄마의 손맛을 찾아낼 수 있을까?

## 출연진
- 진행 : 이수근, 강호동, 이혜성
- 출연 : 승우아빠, 박성우, 김정묵

### 게스트
- 서지석 : 1회
- 박태환 : 2회
- 김자인 : 3회
- 김수미 : 4회
- 딘딘 : 5회
- 김동현 : 6회
- 고은아 : 7회
- 이원일 : 8회
- 오종혁 : 9회

## 방송 일정
※ 편성표상 재방송 및 MBC TV 편성시간 등은 따로 기재하지 않는다.
- MBC 에브리원 : 매주 화요일 밤 8시 30분 ~ 9시 56분
- MBC 드라마넷 : 매주 수요일 밤 11시 ~ 익일 0시 30분
- MBC M : 매주 목요일 오후 3시 30분 ~ 4시 50분
- MBC ON : 매주 수요일 오전 11시 40분 ~ 오후 1시
- MBC TV : 매주 월요일 오후 5시 10분 ~ 저녁 6시 5분

## 시청률
- 1회 : 0.5% (2021년 12월 7일)
- 2회 : 0.7% (2021년 12월 14일)
- 3회 : 0.4% (2021년 12월 21일)
- 4회 : 0.8% (2021년 12월 28일)
- 5회 : 0.4% (2022년 1월 4일)
- 6회 : 0.7% (2022년 1월 11일)
- 7회 : 0.7% (2022년 1월 18일)
- 8회 : 0.5% (2022년 1월 25일)
- 9회 : 0.6% (2022년 2월 1일)
- 누적 평균 : 약 0.58%